# Dichtstoff

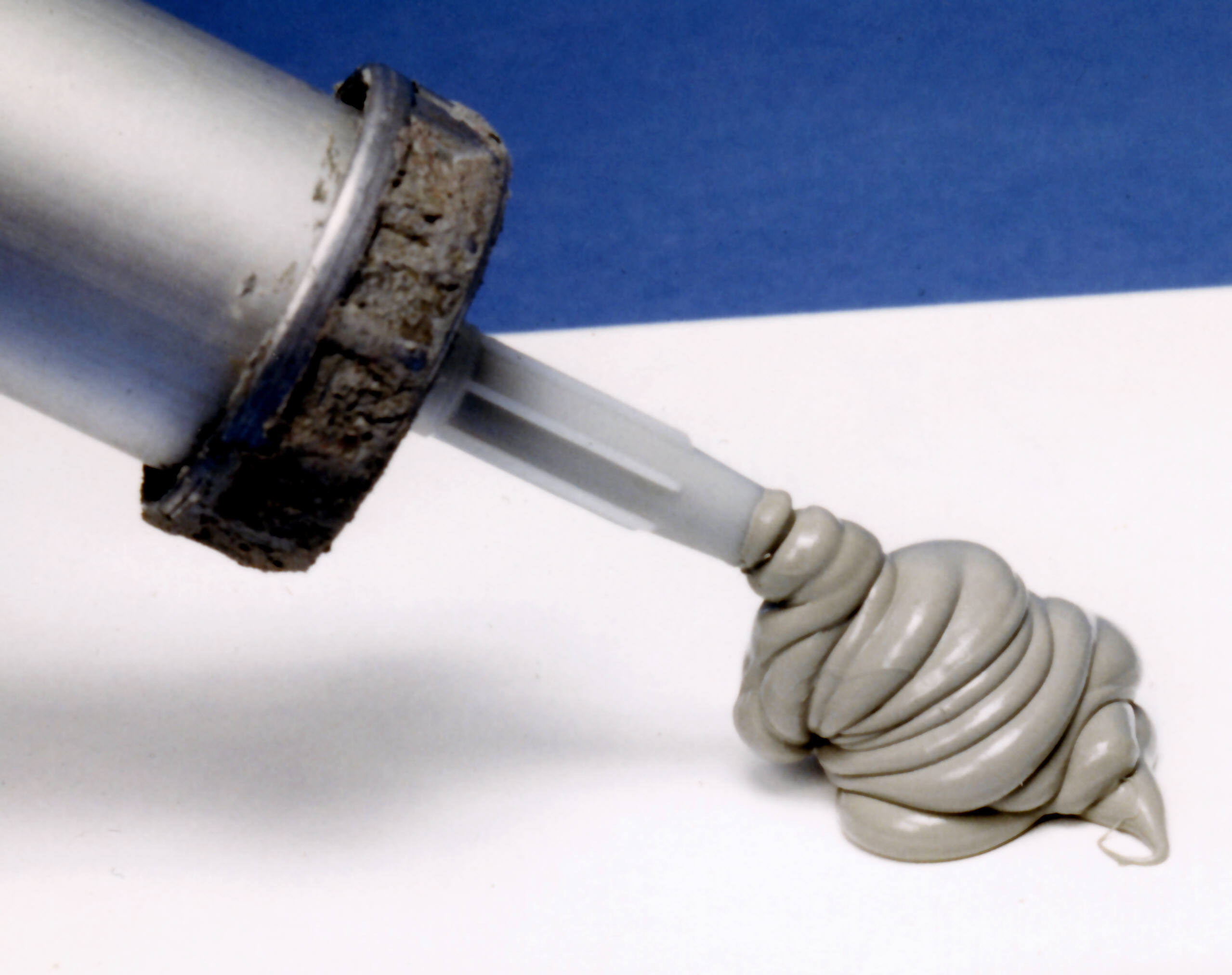
Typischer Silikondichtstoff. Bei geringerem Kieselsäuregehalt lässt sich dieser Stoff auch flüssig gestalten.

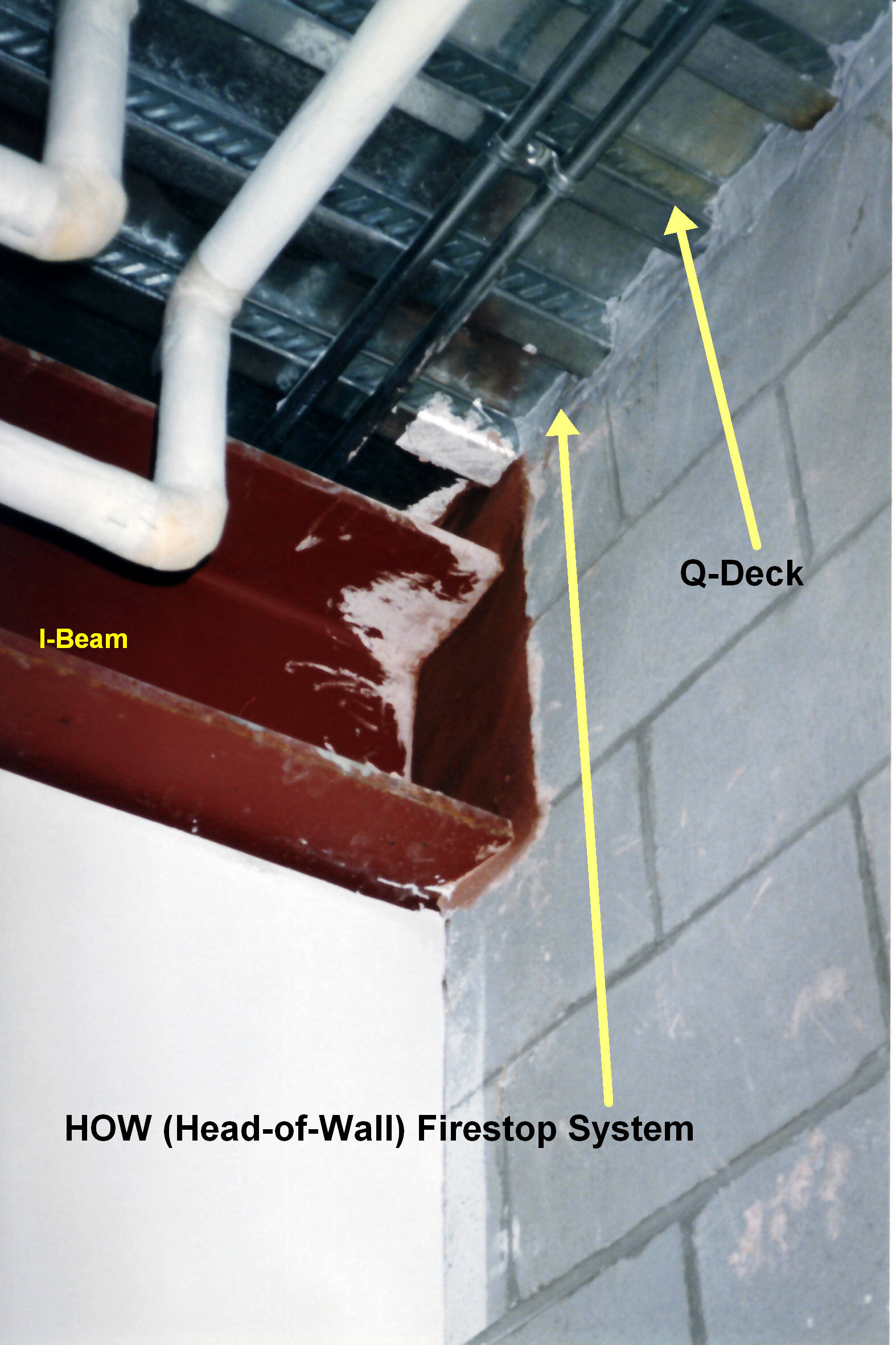
Baustahl im Durchbruch bei einer Wand mit 90-minütiger Feuerwiderstandsdauer. Als Abschottung oder Dichtstoff dienen hier ein Brandschutzmörtel sowie ein Silikon, welches unterhalb des Trapezbleches zum rauchdichten Raumabschluss angebracht ist.

Dichtstoffe sind pastöse und meist aushärtende Werkstoffe zum Abdichten von Fugen, Spalten, Löchern und dergleichen, die Bewegungen ausgesetzt sein können. Im Gegensatz zu einer Dichtung aus dauerelastischem Dichtmaterial und anderen Feststoffen wird von einem Dichtstoff gefordert, dass er an Fugenflanken haftet, um seine Funktion zu erfüllen. Dichtstoffe können darum gemäß Definition nach DIN EN 923 auch den Klebstoffen zugeordnet werden. Andere Bezeichnungen für Dichtstoff sind Fugenmasse, Dichtmasse, Fugendichtstoff, Weichdichtung oder Flüssigdichtung.
Der Begriff Dichtmittel kann als Oberbegriff für Dichtstoffe und andere Arten der Abdichtung angesehen werden. Dichtmassen und Flüssigdichtungen dienen auch zur flächigen Abdichtung von Bauteil-Oberflächen und werden im Bauwesen als Abdichtmittel bezeichnet.

## Geschichte
Das Abdichten von Fugen und Spalten ist eine Tätigkeit, die Mensch und Tier schon seit langer Zeit beherrschen. War es in der Urzeit notwendig, beispielsweise Ritzen in Pfahlbauten gegen Wind und Wetter abzudichten, etwa mit Gras und Lehm, so wurden in der Antike Gefäße und Boote mit natürlich vorkommenden Produkten wie Bienenwachs, Asphalt (Erdpech) oder Baumharz abgedichtet. Eine dieser ursprünglichen Abdichtungsarten hat bis heute beim Bau von Holzbooten in modifizierter Weise überlebt: Hier werden die Spalte im Schiffsrumpf durch Kalfatern mit Werg und Teer abgedichtet. Auch in der Tierwelt wurde und wird gedichtet, zum Beispiel von Bibern beim Bau von Dämmen oder auch von Bienen.
Die Geschichte der modernen Dichtstoffe beginnt mit der Entwicklung des Fensterkitts um 1700. Nach dem Aufkommen der Polymerchemie in den 1930er Jahren begann in den 1950er und 1960er Jahren eine stürmische Entwicklung synthetischer Dichtstoffe (Butylkautschuk-, Polysulfid-, Silikon-, Polyurethan-, SMP-Dichtstoffe). Die Weiterentwicklung der Dichtstoffe wird auch in Zukunft nicht stehen bleiben: Neue Polymere mit neuen Eigenschaften sind bereits in Erprobung, um zum Beispiel die Umweltfreundlichkeit beim Herstellen, Anwenden und Entsorgen zu verbessern oder um das Preis-Leistungs-Verhältnis zu optimieren: Anforderungen, denen sich zukünftige Dichtstoffentwicklungen stellen müssen.

## Wirkungsweise und Einteilung von Dichtstoffen

Einteilung der wichtigsten Dichtstoffe nach Reaktivität (Aushärtungsverhalten) und Basischemie

Ein Dichtstoff muss zwei Grundvoraussetzungen erfüllen: Er muss Adhäsion zu den abzudichtenden Bauteilen aufweisen, damit das Medium, gegen welches abgedichtet werden soll, nicht zwischen Bauteil und Dichtstoff eindringen kann und dadurch die Fuge durchlässig machen kann. Die Adhäsion kann entweder über chemische Bindungen erfolgen, wie es bei den chemisch reaktiven Dichtstoffen der Fall ist, oder über physikalische Wechselwirkungen, zum Beispiel elektrostatische Kräfte. Es wird davon ausgegangen, dass eine chemische Bindung zum Substrat dauerhafter ist als eine physikalische Bindung; allerdings reichen in vielen Fällen auch die physikalischen Kräfte zu einer wirkungsvollen Abdichtung vollkommen aus. Damit sich die Adhäsionskräfte – gleich welcher Art – gut ausbilden können, müssen die Fugenflanken entsprechend vorbereitet sein: Sämtliche losen Bestandteile wie Rost, Staub etc. sind mechanisch zu entfernen, Öle, Fette und andere Trennmittel müssen mit geeigneten Lösungsmitteln entfernt werden. Wie bei den Klebstoffen ist die Vorbereitung des Untergrundes ein Hauptfaktor für Erfolg oder Misserfolg bei der Abdichtoperation. Wenn eine Fuge undicht wird, liegt es meist nicht an adhäsivem Versagen, sondern in der Regel an mangelnder Fugenvorbereitung.
Die Kohäsion des Dichtstoffs ist seine innere Festigkeit und beschreibt den Widerstand gegen ein Zerreißen des Dichtstoffs. Die Kohäsion muss jeweils so hoch sein, dass sich ein anstehendes Medium, auch unter Druck, keinen Weg durch den Dichtstoff selbst bahnen kann.
Die Dichtstoffe lassen sich nach vielen Kriterien einteilen:
- Nach der Reaktivität
  - chemisch reaktiv
  - physikalisch reaktiv
  - nicht reaktiv
- Nach dem mechanischen Verhalten
  - elastisch
  - plastisch
- Nach der zugrundeliegenden Basischemie
- Nach der Anwendung

Bei einem chemisch reaktiven System laufen nach dem Ausspritzen aus der Kartusche unter Zutritt von Luftfeuchtigkeit chemische Reaktionen ab, die zu einer Vernetzung/Verfestigung der ausgespritzten Dichtstoffmasse führen. Bei den hier besprochenen 1-komponentigen Systemen handelt es sich jeweils um Kondensationsreaktionen, bei denen – je nach zugrundeliegender Basischemie – unterschiedliche kleine Moleküle (Kohlendioxid (CO2), Wasser, Alkohole, Essigsäure etc.) abgespalten werden. Die Reaktionsgeschwindigkeit hängt ab von der Temperatur der Umgebung und der Menge an Wasserdampf in der Luft. Je höher die Umgebungstemperatur, desto schneller läuft eine chemische Reaktion ab. Meist ist bei höherer Temperatur auch eine höhere Luftfeuchtigkeit gegeben, was zu einer weiteren Beschleunigung der Aushärtereaktion, die mit der Hautbildung beginnt, führt. Bei kühlem trockenem Wetter dauern Aushärtung und Hautbildung deutlich länger als zum Beispiel im mitteleuropäischen Sommer. Dies muss bei Abdichtoperationen jeweils berücksichtigt werden, das heißt im Sommer muss der Dichtstoff relativ rasch abgeglättet werden, vor dem Einsetzen der Hautbildung, sonst wird die Oberfläche nicht glatt. Im Winter kann man sich mit dem Abglätten mehr Zeit lassen; allerdings ist die Haut dann auch länger klebrig.
Physikalisch reaktive Dichtstoffe verändern sich nur physikalisch, zum Beispiel durch Abkühlen nach dem Aufschmelzen, durch Verlust von Lösungsmittel oder Verlust von Wasser. Es finden keinerlei chemische Reaktionen innerhalb des Dichtstoffes oder zwischen Dichtstoff und Substrat statt.
Nicht reaktive Dichtstoffe sind im Auslieferungs- und Anwendungszustand identisch. Es findet keine Reaktion statt.

## Chemisch reaktive Dichtstoffe

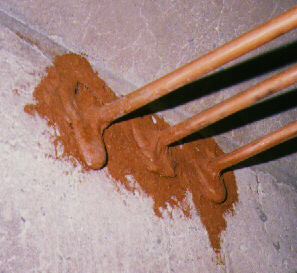
Reaktiver Dichtstoff mit Intumeszenz in der Grand-Coulee-Talsperre. Unsachgemäße Abschottung in einer Betonwand mit einer 2-stündigen Feuerwiderstandsdauer durch einen flüssigen Dichtstoff (CP25). Im Brandfall schäumt der Natriumsilikat enthaltende Dichtstoff auf.

### Silikone
Die bekanntesten Silikondichtstoffe, allesamt luftfeuchtigkeitshärtend, lassen sich einteilen in die Acetatsysteme, Amin/Aminoxysysteme, Oximsysteme, Benzamidsysteme, Estersysteme, Enoxysysteme und Alkoxysysteme.
Am bekanntesten ist das Acetatsystem, welches beim Aushärten Essigsäure abspaltet (essigvernetzend). Es zeichnet sich durch eine sehr hohe Stabilität (Hitze, UV-Strahlung, Bewitterung) aus, sowie durch gute Haftung auf Untergründen wie Glas, Email, Porzellan und auch eloxiertem Aluminium. Für zementäre Untergründe (z. B. Beton, Mörtel, Estrich), empfindliche Metalle (z. B. Kupfer, Messing, Blei) und Kunststoffe sind Acetatsysteme in der Regel nicht oder nur eingeschränkt geeignet. Die Acetatsysteme werden in großem Umfang beim Innenausbau von Häusern im Sanitärbereich verwendet und stellen für den Laien wahrscheinlich den Inbegriff eines Silikons dar.
Die Amin/Aminoxysysteme weisen beim Aushärten einen charakteristischen, fischartigen Geruch auf. Solange dieser eher unangenehme Geruch auftritt, ist er ein Zeichen dafür, dass der Dichtstoff noch nicht vollständig ausgehärtet ist und also nicht belastet werden darf. Obwohl Amin- bzw. Aminoxysysteme zu äußerst stabilen Produkten führen, die auch bei kalter Witterung noch nennenswert durchhärten, sind sie am Markt nur noch für Spezialanwendungen zu finden.
Eine ebenfalls untergeordnete Rolle im Markt spielen die Benzamidsysteme. Auch diese spalten beim Aushärten charakteristisch riechende Kondensationsprodukte ab. Sie werden heute nur noch in sehr geringem Maße im Fensterbau und für Spezialanwendungen eingesetzt.
Oximsysteme sind neutral aushärtende (neutralvernetzende) Silikondichtstoffe. Sie spalten bei der Aushärtung relativ inerte, charakteristisch riechende Ketoxime ab, die auch empfindliche Substrate wie zum Beispiel in der Elektronikindustrie nicht angreifen. Überall dort, wo die chemisch aggressiveren Abspaltungsmoleküle wie Essigsäure und Amin nicht erwünscht sind, hat man mit Oximsystemen eine gute Chance, eine funktionierende Abdichtung zu gewährleisten. Auf Grund der Toxizität der Abspaltungsprodukte (2-Butanonoxim (MEKO), 2-Propanonoxim (DMKO) und/oder 2-Pentanonoxim (MPKO)) ist die Verwendung von Oximsilikonen inzwischen als kritisch anzusehen. Unter anderem die Berufsgenossenschaft Bau empfiehlt deswegen, auf andere Silikonsysteme oder andere Dichtstofftechnologien zurückzugreifen und die Verwendung von Oximsilikonen zu vermeiden.
Die Estersysteme sind eine der jüngeren Entwicklungen auf dem Gebiet der neutral aushärtenden (neutralvernetzende) Silikondichtstoffe. Estersilikone setzen im Gegensatz zu Oximsilikonen keine toxischen Abspaltprodukte frei, sie sind für empfindliche Untergründe geeignet und zeigen ein breites Haftungsspektrum auf vielen Materialien. Sie finden inzwischen in vielen Anwendungen (z. B. als Sanitärdichstoff, als Verglasungsdichtstoff, für Fassadenfugen, für Bodenfugen usw.) Einsatz. Sie spalten während der Aushärtung Estermoleküle ab, die wie bei den anderen Silikonsystemen einen charakteristischen Geruch aufweisen. Nach der Aushärtung sind sie aber vollkommen geruchsneutral.
Die Alkoxysysteme sind ebenfalls neutral aushärtende (neutralvernetzende) Silikondichtstoffe und sind bereits seit vielen Jahren auf dem Markt. Alkoxysilikone spalten bei der Aushärtung niedere Alkohole ab (Methanol und/oder Ethanol) und riechen daher beim Aushärten kaum wahrnehmbar. Sie sind für empfindliche Untergründe geeignet, zeigen ein breites Haftungsspektrum auf vielen Materialien und finden in vielen Anwendungen Einsatz.
Enoxysysteme sind ebenfalls neutral aushärtende (neutralvernetzende) Silikondichtstoffe. Enoxysilikone spalten bei der Aushärtung Aceton ab. Sie haben eine eher untergeordnete Bedeutung und finden Einsatz in Spezialanwendungen im industriellen Bereich.

### Polyurethandichtstoffe
Dichtstoffe auf Basis Polyurethan (PU) härten an feuchter Luft unter Abspaltung von wenig Kohlendioxid. Sie werden bei Abdichtoperationen in der Transportindustrie (Autoreparatur, Wohnwagenreparatur und im Metallbau) und für Anschlussfugen an Fenstern und Türen in großem Umfang eingesetzt. Neben ihrer Dichtwirkung sind sie auch als elastische Klebstoffe zu gebrauchen, zum Beispiel, um Solarmodule auf Wohnwagendächer zu kleben. Weiche Polyurethandichtstoffe werden in großen Mengen zur Abdichtung von Hochbaufugen (nach DIN 18540) verwendet. Im Gegensatz zu den Silikonen können bei Sonneneinstrahlung auf helle Formulierungen Vergilbungen auftreten.

### Dichtstoffe auf Basis silanmodifizierter Polymere (SMP)
Silanmodifizierte Polymere als Grundstoff dieser Dichtstoffsysteme sind neutral aushärtende Polymere, welche bei Feuchtigkeitszutritt Alkohol abspalten. Damit lassen sich UV-stabile, auf den meisten Substraten primerlos haftende Dichtstoffe und elastische Klebstoffe formulieren. Interessant an dieser Technologie ist die Tatsache, dass der Primer (Primer = Haftvermittler für schwierige Untergründe), der normalerweise separat aufgetragen werden muss, in den Dichtstoff eingebaut ist. Der Dichtstoffauftrag beinhaltet also eigentlich zwei Arbeitsgänge, nämlich Primerauftrag und Dichtstoffauftrag selbst. Die universelle Einsetzbarkeit und die geschilderten Vorteile sind der Grund für die wachsende Bedeutung dieser Dichtstoffklasse in der Transportindustrie, in der Reparatur und mittlerweile auch in ersten Do-it-yourself-Anwendungen. Dichtstoffe auf Basis von SMP sind je nach genauer Rohstoffbasis unter verschiedenen Bezeichnungen im Markt (z. B. MS-Polymer, Hybrid-Polymer, PUSI, SPUR und andere).

### Polysulfiddichtstoffe
Die Polysulfidtechnologie ist die älteste reaktive Dichtstofftechnologie. 2-komponentige Polysulfiddichtstoffe (Polysulfide), die sehr medienresistent sind, wurden und werden bei der Verglasung von Holzfenstern verwendet. Da sie doch ziemlich intensiv nach Schwefelverbindungen riechen, konnten sie sich in Innenraumanwendungen kaum durchsetzen. Bei Polysulfiddichtstoffen gibt es dagegen nennenswerte Anwendungen insbesondere im 2-komponentigen Bereich, wo Polysulfide zum Abdichten von Fugen im Tankstellenbereich und zur Herstellung von Isolierglas in großem Umfang als sog. Sekundärdichtung verwendet werden. Aufgrund ihrer hervorragenden Treibstoffbeständigkeit und sehr guten Kälteflexibilität finden die Polysulfiddichtstoffe breite Anwendung im Flugzeugbau. So werden die Verbindungselemente der Treibstofftanks in den Tragflächen eines Flugzeugs sowie die Rumpfstruktur mit Zwischenlagen- und Raupendichtmassen abgedichtet.

## Physikalisch reaktive Dichtstoffe

### Butyldichtstoffe
Sie beruhen auf der Basis von Butylkautschuk, sind mehr oder minder dauerklebrig und kommen vorwiegend in Form von Bändern, Schnüren oder Stanzlingen in den Handel. Diese Produkte werden vielfach im Metallbau (Blechbau, Lüftungsbau oder Heizungsbau) eingesetzt. Da die Butyldichtstoffe keine Kräfte übertragen können, weil sie dauerplastisch sind, müssen die einzelnen Substrate mechanisch miteinander verbunden sein. In der Automobilindustrie werden Butyldichtstoffe aus Fassschmelzanlagen verarbeitet und zum Abdichten zwischen zwei Blechen verwendet, die zum Beispiel durch Punktschweißen miteinander verbunden werden. Butyldichtstoffe sind sehr unpolar und haften auf den meisten polaren und unpolaren Untergründen ohne Vorbehandlung.

### Lösemittelhaltige Dichtstoffe
Setzt man Butyldichtstoffen (und auch solchen, die auf anderen Polymeren beruhen) einen gewissen Anteil Lösemittel zu, kommt man zu sehr gut verarbeitbaren Produkten. Sie fließen beim Ausspritzen ohne großen Druck an den Untergrund an, benetzen ihn und bauen in der Regel eine gute Haftung auf, auch zu unpolaren Substraten. Durch den Verlust an Lösemittel beim Trocknen können sich leicht konkave Oberflächen ergeben.

### Acrylatdichtstoffe
Auf der Basis von Acrylatdispersionen lassen sich wasserbasierte Dichtstoffe formulieren, die auch als Acryldichtstoffe oder als Dispersionsdichtstoffe bezeichnet werden. Im Vergleich zu reaktiven Systemen wie Silikondichtstoffen, SMP-Dichtstoffen und Polyurethandichtstoffen weisen die Acrylatdichtstoffe in der Regel eine deutlich geringere Elastizität auf, wodurch es Einschränkungen bezüglich ihrer Einsatzmöglichkeit in bewegungsbeanspruchten Fugen gibt. Die Haftungseigenschaften auf vielen Materialien sind ebenfalls vergleichsweise eingeschränkt.
Im Baugewerbe werden sie als Fugendichtstoff vielfach auf saugenden, mineralischen Untergründen und lackierten Holzbauteilen verwendet, sie eignen sich oft auch auf manchen Metallen und Kunststoffen. Typische Anwendungen sind das Abdichten von Anschlussfugen im Innenbereich (z. B. in Wänden/Decken, an Türrahmen und Fensterrahmen, im Trockenbau) und das Verschließen von Rissen in Fassaden. Während der Trocknung verdunstet das enthaltene Wasser, wodurch ein sichtbarer Volumenschwund auftritt. Bedingt durch den Wasseranteil sind Acrylatdichtstoffe vor und während der Trocknung in der Regel sowohl frostempfindlich als auch regenempfindlich. Die Trocknungsgeschwindigkeit ist temperatur- bzw. witterungsabhängig. Acrylatdichtstoffe weisen eine vergleichsweise geringe Chemikalien- und Reinigungsmittelbeständigkeit auf und sind daher nicht für Fugen im Sanitärbereich oder für Bodenfugen geeignet.

## Nicht reaktive Dichtstoffe

### Dichtpaste
Als Dichtpaste werden Fette wie Petrolatum oder Armaturenfett eingesetzt.
Fette und Öle dichten Spalten ab, indem sie an der Wandung haften und so den Zutritt und Durchgang von anderen Fluiden verhindern. Durch Lösemittel können sie ausgewaschen werden.
Spezielle Dichtpasten etwa als Hilfsmittel zur Abdichtungen von Rohrgewinden mit Dichtungshanf enthalten Mineralöle mit Füllstoffen wie Gesteinsmehle (z. B. Talkum, Quarz).

### Dichtband
Dichtbänder dienen häufig zum Korrosionsschutz von erdverlegten Rohrleitungen sowie von Verbindungsstellen elektrischer Installationen, insbesondere Erdern.
Elastisch verformbare Dichtbänder bestehen wie Isolierband aus Kunststoffen wie Weich-PVC oder Elastomeren und sind meist einseitig selbstklebend ausgerüstet. Die Lagen von selbstverschweißenden Dichtbändern verkleben miteinander, wenn das Band von der Schutzfolie getrennt oder beim Abrollen gestreckt wird.
Korossionsschutzbinden aus Vliesstoff oder Gewebe, die großzügig mit einer plastischen Dichtmasse wie Bitumen oder Petrolatum (Vaseline) getränkt ist, eignen sich auch zum Umwickeln von ungleichmäßig geformten und kantigen Werkstücken, da sie sich flexibel anlegen lassen und die Dichtmasse Hohlräume in gewissem Maß ausfüllt. Petrolatum bleibt dauerhaft plastisch. Die Plastitzität von Bitumen hängt von Zusammensetzung, Temperatur und Lösemittelgehalt ab.

## Schadstoffe
Dichtstoffe können Schadstoffe enthalten, die vor allem während der Verarbeitung und Aushärtung ausdünsten, teilweise auch noch lange danach. In einer Untersuchung stellte die Stiftung Warentest 2007 bei 14 von 50 getesteten Produkten Schadstoffbelastungen fest, die die behördlichen Vorgaben zum Gesundheitsschutz überstiegen, insbesondere bei Dichtungsmassen und Kunstharzfertigputzen. Die Stiftung Warentest weist darauf hin, dass es für fast alle Anwendungen auch schadstoffarme Produkte gibt, die mit einem Umweltzeichen gekennzeichnet sind.
Bis ungefähr Mitte der 1970er Jahre wurden Polychlorierte Biphenyle (PCB) als Weichmacher in Fugendichtungsmassen eingesetzt.

## Richtlinien und Merkblätter
- DIN EN 15651 Teil 1 bis 4 – Qualitätsanforderungen an spritzbare Dichtstoffe
  - Teil 1: Dichtstoffe für Fassadenelemente
  - Teil 2: Fugendichtstoffe für Verglasungen
  - Teil 3: Dichtstoffe für Fugen im Sanitärbereich
  - Teil 4: Fugendichtstoffe für Fußgängerwege

Die Anforderungen des Industrieverbands Dichtstoffe (IVD) an bestimmte Eigenschaften gehen in einzelnen Anwendungsgebieten teilweise deutlich über die Forderungen der DIN EN 15641 hinaus.
Verschiedene IVD-Merkblätter vergleichen im Abschnitt „Einstufung und Qualitätsanforderungen der Dichtstoffe nach DIN EN 15651“ die jeweiligen Vorgaben.